# فوزي المجادي
فوزي عبد الرسول المجادي، مناضل كويتي من مواليد 22 مايو 1965 ، واستشهد في 4 يونيو 1989 في مسكاف، مقاتل ضمن صفوف الجبهة الديمقراطية لتحرير فلسطين، وقد كان اسمه الحركي «فيليب» ، ذهابه إلى فلسطين كان للدفاع عن حرية الأرض الفلسطينية.

## انضمامه إلى الجبهة الديمقراطية لتحرير فلسطين
انضم إلى الجبهة الديمقراطية لتحرير فلسطين في 1988 بعد أن سافر إلى فلسطين، ولكن والدته أصرت على عودته إلى الكويت، وعاد بعدها بثلاثة أشهر، ولكنه عاد بعدها مرة أخرى إلى فلسطين وانضم ثانية إلى الجبهة الديقراطية لتحرير فلسطين.

## العملية التي قام بها في فلسطين
أُردي شهيدا مقاتلا في عملية تبنتها الجبهة الديمقراطية لتحرير فلسطين في مستوطنة مسكاف شمال فلسطين، وقد علمت عائلته بوفاته في اليوم التالي من العملية، وقد اتصل الشيخ جابر الأحمد الجابر الصباح بعائلته ليعزيها بوفاته، وقد استشهد بعد اشتباك عنيف استمر لساعات مع الجيش الإسرائيلي وقوات جيش لبنان الجنوبي بقيادة أنطوان لحد التي كانت تؤازر الجيش الإسرائيلي، وقد استطاعت مجموعتهم بأن تأسر جنديين إسرائيليين، وقد أرادوا التفاوض مع الجيش الإسرائيلي إلا أن الجيش الإسرائيلي رفض التفاوض، مما أدى إلى قتل الجنديين، وقد طلب الجيش الإسرائيلي التعزيزات. وبعد معركة عنيفة مات المجادي مع رفيقيه. ، وعلمت عائلته عن مقتله بعد أن حضر ممثلوا لمنظمة التحرير الفلسطينية والجبهة الديمقراطية إلى منزلهم وأحضروا شريطا يوضح العملية التي قاموا بها. ، وقد كرّمه حاكم الكويت الثالث عشر الشيخ جابر الأحمد الجابر الصباح بعد وفاته في 1989.

## تسلم جثمانه
تسلّمت السفارة الكويتية في لبنان جثمانه بعد عملية تبادل بوساطة ألمانية رعتها الأمم المتحدة بين الجانبين اللبناني ممثلاً بحزب الله والجانب الإسرائيلي ممثلاً بجيشه عند الحدود، وقد سلٌم الجثمان إلى شقيقه عبد النبي المجادي الذي قام بنقله إلى الكويت على متن طائرة الخطوط الجوية الكويتية. ، وفي 22 يوليو 2008 وصل رفاته إلى مطار الكويت الدولي ، وقالت عائلته بأنها لن تقيم له عزاء، بل ستقيم له عرسا احتفالا بعودته إلى الكويت ، وقد تم استقبال جثمانه بالورود والريحان في مطار الكويت الدولي ، حيث تم تشييعه في مقبرة الصليبيخات. ، تم نقل رفاته في إطار عملية تبادل الأسرى والشهداء التي قام بها حزب الله مع إسرائيل في 16 يوليو 2008 ، وفي يوم 20 يوليو 2008 أبلغت السلطات اللبنانية الحكومة الكويتية بأنها ستسلمها رفاته ، وسيصل جثمانه في يوم 22 يوليو 2008 ، و سلّم حزب الله رفاته إلى السفارة الكويتية وبعدها تم نقله إلى الكويت ، وقال القائم بالأعمال في سفارة الكويت في لبنان طارق الحمد بأن السفارة تسلٌمت رفاته. ، وتم تشييع جثمانه في يوم 23 يوليو 2008 بموكب شعبي وحضور عدد بسيط من أعضاء مجلس الأمة الكويتي وغياب ممثلي الحكومة  بالرغم من قيام الشيخ جابر الأحمد الجابر الصباح في عام 1989 بتقديم العزاء لعائلته وتكريمه ، وكان في حضور التشييع النائبين في مجلس الأمة الكويتي عدنان عبد الصمد وحسن جوهر ونائب المجلس البلدي هشام البغلي ، وقام ولي العهد الشيخ نواف الأحمد الجابر الصباح بتقديم العزاء لعائلته.، وعندما تم استلام جثمانه تم الكشف عنه فوجدت جمجمته مهتكة وذلك بسبب ضربها بقذيفة.

## المطالبات بتكريمه
وفي 29 يوليو 2008 قال النائب في مجلس الأمة الكويتي صالح عاشور بأنه يطالب بتسمية إحدى المدارس الحكومة أو أحد الشوارع باسمه تخليدا لذكراه ، وفي يوم 12 نوفمبر 2008 استغرب النائب في مجلس الأمة الكويتي أحمد عبد العزيز السعدون من طريقة الحكومة في التصرف مع استشهاده وقال بأن البلاد في حالة حرب دفاعية مع إسرائيل بموجب إعلان الحرب الذي وقعه الشيخ جابر الأحمد الجابر الصباح.

## إلغاء حفل لتكريمه
وكان سيقام له حفل لتكريمه في 30 يوليو 2008، ولكن تم إلغاء الحفل من قبل وزارة الداخلية ، ويرجع سبب إلغاء الحفل إلى أن أهله كانوا يريدون أن يرفعوا أعلام حزب الله ، وفي 3 أغسطس 2008 استقبل وزير الداخلية الكويتي الشيخ صباح الخالد الصباح أسرة المجادي ونقل إليهم تعازي الشيخ صباح الأحمد الجابر الصباح لهم والشيخ نواف الأحمد الجابر الصباح والحكومة الكويتية.

## ردود الفعل الكويتية
1. نواف الأحمد الجابر الصباح: انتقل إلى جوار ربه مناضلا.[18]
2. ناصر الصانع: استشهاد المجادي تعبير عن إرادة الأمة واستبسالها في تحرير إرادتها وأرضها من براثن بغي وعدوان الصهاينة ويزيد في إيماننا بخيار المقاومة لتحرير الأرض المحتلة بدل مشاريع الاستسلام التي أهدرت الرصيد الأخلاقي لقضايا أمتنا العادلة وهو ما يذكرنا بأهمية مواصلة دعمنا لتعزيز صمود إخواننا في فلسطين وتحرير القدس و فكّ الحصار عن الشعب الأسير.[25]
3. صالح عاشور: استشهاد المجادي تلبية لنداء الدين وتلبية للوطنية والقومية التي تقف ضد العدوان الغاشم على الأراضي الإسلامية.[26]
4. روضان الروضان: وجود اسم كويتي ضمن عملية تبادل رفات الشهداء بين لبنان وإسرائيل شرف للكل.. والكويتيون أول الناس المدافعين عن قضايا الأمة.[27]
5. حسين القلاف: إننا نستقبل شهيدنا فوزي المجادي بكل فخر واعتزاز لنبرهن للعالم العربي والإسلامي أن بلدنا الكويت وشعبها لا ينفكان عن هموم الأمة العربية وقضاياها الجوهرية وأن شعب الكويت يبقى أصيلا وسباقا ومنتجا للشرفاء والأحرار مقدما الشكر للقيادة في أرض التحرير والعزة والكرامة متمثلة بكل الشرفاء الرافضين للاحتلال الصهيوني والمقاومين لجبروته وطغيانه.[28]